# 素晴らしい日々へ
『素晴らしい日々へ』（すばらしいひびへ）は、日本のロックバンド、CHARCOAL FILTERの10枚目のアルバム。

## 概要
- 前作から6ヶ月振りのアルバム。
- 初回限定生産盤はCD-Extra仕様で、「世界の果て」「一人じゃとても歩けない世界の上で」のビデオ・クリップ、撮り下ろしスペシャル映像を収録。
- 本作には、メンバー各個人が作詞・作曲・編曲を手掛けた楽曲が1曲ずつ収録されている。
- 本作をリリースしてバンドは解散。このアルバムが最後の作品となった。

## 収録曲
| #  | タイトル                 | 作詞・作曲           | プロデュース    | 時間 |
| -- | ------------------------ | -------------------- | --------------- | ---- |
| 1. | 「siren」                | 大塚雄三、小名川高弘 | CHARCOAL FILTER | 3:34 |
| 2. | 「GREENDAZE」            | 高野真太郎           | 高野真太郎      | 3:31 |
| 3. | 「melody」               | 大塚雄三             | 大塚雄三        | 4:19 |
| 4. | 「life like a symphony」 | 安井佑輝             | 安井佑輝        | 6:20 |
| 5. | 「Dreamcatcher」         | 小名川高弘           | 小名川高弘      | 3:39 |
| 6. | 「素晴らしい日々へ」     | 大塚雄三、安井佑輝   | CHARCOAL FILTER | 5:35 |